# Tito Nieves

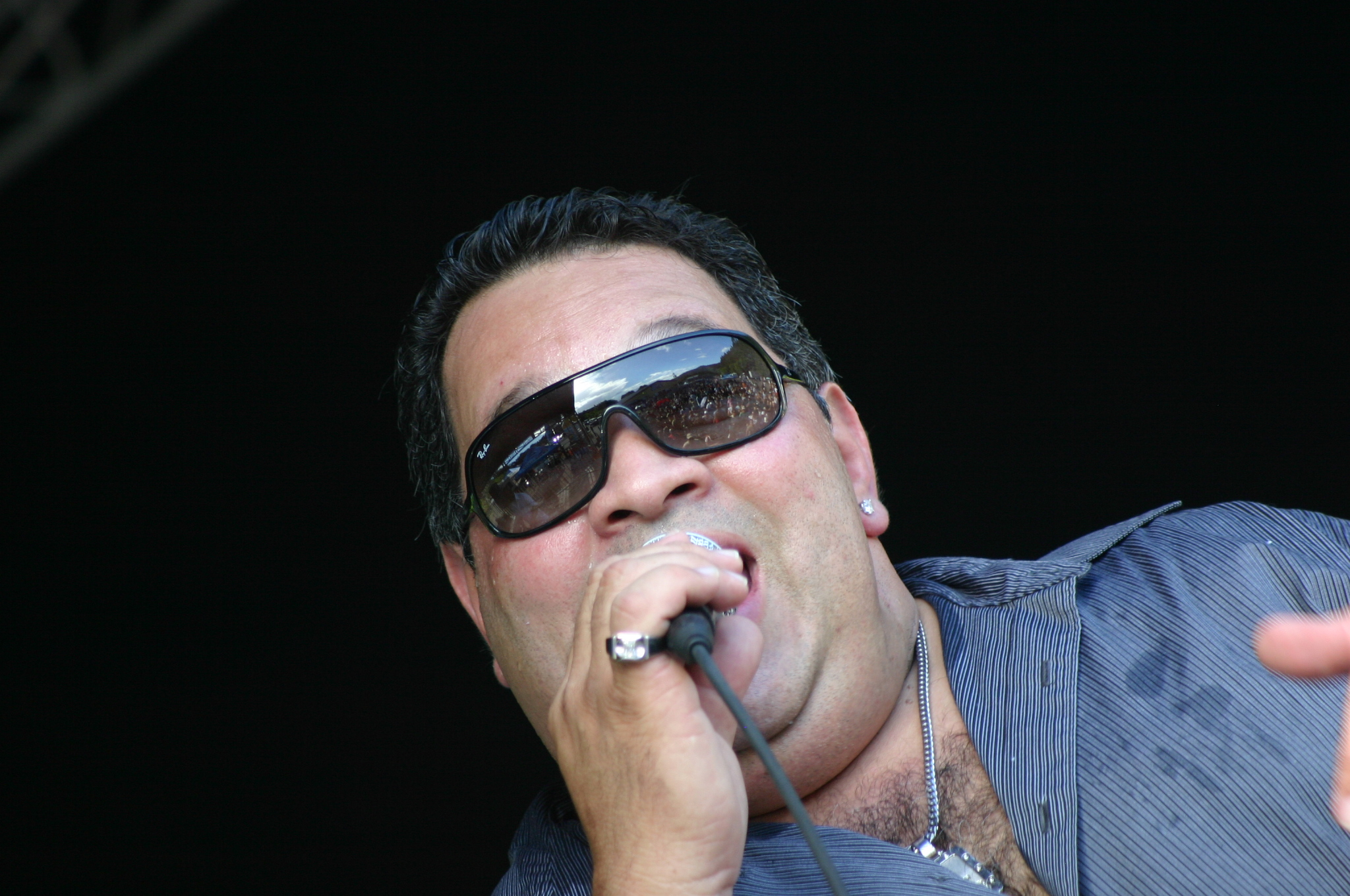
Zdjęcie przedstawiające Tito Nievesa.

Tito Nieves (ur. 4 czerwca 1958 w Rio Piedras)– portorykański piosenkarz muzyki salsy, cieszący się szczególną popularnością u schyłku lat 80 i z początkiem lat 90.
Nieves dzieciństwo spędził w Nowym Jorku, gdzie udzielał się w zespole Orquesta Cimarron. W 1977 zaczął występować u boku wokalisty Hector'a Lavoe. W połowie lat 80 Nieves rozpoczął karierę solową i wówczas zyskał największą popularność dzięki hitom Sonámbulo czy I Like It Like That (1997). 
Uczęszczał do Xaverian High School w Brooklynie i choć opuścił szkołę przed ukończeniem studiów, otrzymał honorowy dyplom w 1994 roku.

## Albumy
- The Classic (1988)
- Yo Quiero Cantar (1989)
- Déjame Vivir (1991)
- Rompecabeza: The Puzzle (1993)
- Un Tipo Común (1995)
- I Like It Like That (1997)
- Dale Cara A La Vida (1998)
- Clase Aparte (1999)
- Así Mismo Fue (2000)
- En Otra Onda (2001)
- Muy Agradecido (2002)
- Fabricando Fantasias (2004)
- Hoy, Mañana, Y Siempre (2005)
- Canciones Clásicas De Marco Antonio Solís (2007)
- En Vivo (2007)
- Dos Canciones Clásicas De Marco Antonio Solís (2008)
- Entre Familia (2010)
- Mi Última Grabación (2011)
- Que Seas Feliz (2012)
- Mis Mejores Recuerdos (2013)